# خلل التوتر العضلي المشوه
التواء خلل التوتر، المعروف أيضا باسم خلل التوتر العضلي المشوه، هو مرض يتميز بتقلصات العضلات المؤلمة مما يؤدي إلى تشوهات لا يمكن السيطرة عليها. هذا النوع المحدد من خلل التوتر غالبا ما يكون موجودا لدى الأطفال، مع ظهور أعراض تتراوح أعمارهم بين 11 أو 12. وعادة ما يبدأ بالتقلصات في منطقة عامة واحدة مثل الذراع أو الساق التي تستمر في التقدم في بقية الجسم. ويستغرق الأمر حوالي 5 سنوات حتى تتحول الأعراض تماما إلى حالة منهكة. 

## الاسباب
يسبب هذا المرض اضطراب وراثي يؤدي إلى خلل في بروتين يسمى تورسين A. A طفرة في جين DYT1 يسبب فقدان حمض أميني، حمض الجلوتاميك، في البروتين تورسين A. البروتين المعيب يخلق انقطاع في التواصل في الخلايا العصبية التي تتحكم في حركة العضلات والسيطرة على العضلات. وعادة ما تكون هذه الطفرات موروثة من أحد الوالدين، ولكن يمكن أن تحدث بشكل متقطع. ويسبب هذا المرض الأليل المهيمن، وهذا يعني أن الشخص المتضرر يحتاج فقط نسخة واحدة من جين DYT1 تحور أن يكون لها أعراض. ومع ذلك، فقط 30 إلى 40 في المئة من تلك التي لديها الجين لديها بالفعل أعراض، مما يؤدي الباحثين إلى الاعتقاد بأن هناك عوامل أخرى المعنية.

## تصنيف
هناك عدة أنواع من خلل التوتر التواء التي تؤثر على مناطق مختلفة من الجسم. ومع ذلك، فمن غير المعروف إذا كان الجين الذي يسبب في وقت مبكر بداية التواء ديستونيا هو المسؤول عن ديستونياس أخرى كذلك. 
- خلل التوتر عنق الرحم (صعر تشنجي): نوع من خلل التوتر الذي يؤثر على الرأس والعنق والعمود الفقري. ويمكن أن تخلق مشاكل من خلال تحول مميزة من الرأس والرقبة من جانب إلى آخر. تشنج الجفن: هذا النوع من خلل التوتر يسبب انكماش غير طوعي للجفون.
- القلق الرئيسي لهذا خلل التوتر هو أنه يمكن أن يسبب الجفون لإغلاق لا إرادية وللفترات غير محددة من الزمن. خلل التوتر أورومانديبولار: خلل التوتر في الفك والشفتين و / أو اللسان. يمكن أن يجعل الأكل والبلع معقدة للغاية بسبب الفك التي عقدت مفتوحة أو مغلقة لفترات من الزمن.
- خلل النطق التشنجي: خلل التوتر في الحبال الصوتية. المضاعفات المحيطة بهذا الشكل من خلل التوتر هي الكلام ذات الصلة ويمكن أن تسبب أعراض مثل الكلام الذي يرقص، والكلام الذي يبدو وكأنه الهمس، أو الكلام الذي مترددة.
- تشنج الكاتب (خلل التوتر الوظيفي): خلل التوتر الذي يؤثر على عضلات اليد والساعد. يتم تشغيله من خلال محاولة كتابة أو تنفيذ وظائف أخرى غرامة الحركية اليد.
- خلل التوتر الشدقي الوجهي (متلازمة ميج أو برغال): مزيج من تشنج الجفن و خلل التوتر العضلي.
- بداية خلل التوتر التواء في وقت مبكر: النوع الأكثر شدة من خلل التوتر، ويبدأ في الذراع أو الساق ويتقدم إلى بقية الجسم حتى يقتصر الشخص - في معظم الحالات، طفل - على كرسي متحرك.

## العلاج
لا يوجد علاج لخلل التوتر المشوه. ومع ذلك، هناك العديد من النهج الطبية التي يمكن اتخاذها من أجل تخفيف أعراض المرض. يجب أن يكون العلاج محددة المريض، مع الأخذ بعين الاعتبار كل من المضاعفات الصحية السابقة والحالية. يجب أن يكون الطبيب الذي يخلق العلاج معرفة حميمة لصحة المرضى ووضع خطة العلاج التي تغطي جميع الأعراض التي تركز على المناطق الأكثر المزمنة. 
الخطوة الأولى لمعظم مع اضطراب يبدأ مع شكل من أشكال العلاج الطبيعي من أجل المريض للحصول على مزيد من السيطرة على المناطق المتضررة. العلاج يمكن أن تساعد المرضى الذين يعانون من موقفهم والسيطرة على مناطق الجسم أن لديهم معظم المشاكل مع. 
الخطوة الثانية في عملية العلاج هي الدواء. وتركز الأدوية على المواد الكيميائية الصادرة عن الناقلات العصبية في الجهاز العصبي، والتي تتحكم في حركة العضلات. الأدوية في السوق اليوم هي مضادات الكولين، البنزوديازيبينات، باكلوفين، وكلاء الدوبامين / وكلاء الدوبامين المستنفدة، و تيترابينازين. يتم بدء كل دواء على جرعة منخفضة وزيادة تدريجيا إلى جرعات أعلى مع تقدم المرض والآثار الجانبية معروفة للفرد. 
هناك علاج أكثر دقه هو حقن توكسين البوتولينوم. يتم حقنه مباشرة في العضلات ويعمل بنفس الطريقة الأدوية عن طريق الفم تفعل عن طريق منع الناقلات العصبية. الحقن ليست علاج للمرض، ولكنها وسيلة للسيطرة على أعراضه. وهناك خيار رابع في علاج أعراض التواء خلل التوتر هو الجراحة. يتم إجراء الجراحة فقط إذا كان المريض لا يستجيب للأدوية عن طريق الفم أو الحقن. نوع الجراحة التي أجريت هي محددة لنوع خلل التوتر الذي لدى المريض. 

## انتشار
هذا المرض هو أكثر شيوعا بين اليهود الاشكناز. حدوث خلل التوتر الالتواء في السكان اليهود اشكنازي كما ذكرت من قبل قسم الأوبئة والصحة العامة من كلية الطب جامعة ييل في نيو هافن، كت؛ «التقارير التي يرجع تاريخها إلى بداية هذا القرن تصف الأسر اليهودية الأشكنازية (آج) مع حالات متعددة من إيتد إما في الأشقاء (شوالب 1908؛ بيرنشتاين 1912؛ أبراهامسون 1920) أو في الآباء والأمهات والأبناء (ويشسلر وبروك 1922؛ مانكوسكي و تشيرني 1929؛ ريجنسبرغ 1930. وقد وصف زيمان وديكن (1967) أول تقييم شامل لموضوع الميراث من إيتد في الأسر اليهودية وغير اليهودية، الذي خلص إلى أن هذا المرض قد ورث باعتباره جسمية مهيمنة مع اختراق غير كامل في كل من السكان. على الرغم من أنها خلصت إلى أن تواتر الجينات كان أعلى في السكان آج من غير اليهود، لم يفسر أي اختلاف في طريقة الميراث أو آلية المرض». [بحاجة لمصدر]

## معدل الذكاء
دراسة عام 1969 لمرضى خلل التوتر التواء وجدت متوسط معدل الذكاء 10 نقطة أعلى من الضوابط مطابقة لعمر والجنس والخلفية العرقية. 

## روابط خارجيه
- http://www.biochem.arizona.edu/classes/bioc461/Biochem499/AngelaPulsifer/dystonia1.htm
- Risch، N. J.؛ Bressman، S. B.؛ Deleon، D؛ Brin، M. F.؛ Burke، R. E.؛ Greene، P. E.؛ Shale، H؛ Claus، E. B.؛ Cupples، L. A. (1990). "Segregation analysis of idiopathic torsion dystonia in Ashkenazi Jews suggests autosomal dominant inheritance". American Journal of Human Genetics. ج. 46 ع. 3: 533–8. PMID:2309703.